# Aprion virescens
Aprion virescens là loài cá biển duy nhất thuộc chi Aprion trong họ Cá hồng. Loài này được mô tả lần đầu tiên vào năm 1830.

## Từ nguyên
Tên chi được ghép bởi hai âm tiết trong tiếng Hy Lạp cổ đại: a (ἀ; "không có") và prī́ōn (πρίων; "cái cưa"), hàm ý đề cập đến xương trước nắp mang nhẵn mịn, không có răng cưa; từ định danh virescens trong tiếng Latinh có nghĩa là "màu xanh lục", hàm ý đề cập đến màu xanh lục sẫm đến phớt xanh lam ở loài cá này.

## Phân bố và môi trường sống
Từ Biển Đỏ dọc theo Đông Phi, A. virescens được phân bố trải dài về phía đông đến quần đảo Hawaii và quần đảo Marquises, ngược lên phía bắc tới bờ nam Nhật Bản và đảo Jeju, xa về phía nam đến Úc (gồm cả đảo Lord Howe) và Tonga. A. virescens cũng được ghi nhận tại vùng biển Việt Nam, bao gồm cả quần đảo Hoàng Sa và quần đảo Trường Sa.
A. virescens sống trên các rạn san hô viền bờ và đầm phá ở độ sâu đến ít nhất là 180 m.

## Mô tả
Chiều dài cơ thể lớn nhất được ghi nhận ở A. virescens là 112 cm. Cá có màu lục sẫm hoặc phớt lam nhạt. Răng nanh ở hai hàm chắc khỏe, hướng ra trước.
Số gai ở vây lưng: 10; Số tia vây ở vây lưng: 11; Số gai ở vây hậu môn: 3; Số tia vây ở vây hậu môn: 8; Số tia vây ở vây ngực: 16–18; Số vảy đường bên: 48–50.

## Sinh thái
Thức ăn của A. virescens chủ yếu là cá, nhưng cũng ăn động vật giáp xác, động vật chân đầu và sinh vật phù du. Tuổi thọ lớn nhất được ghi nhận ở A. virescens là 32 năm tuổi.
Những cá thể lớn có thể bị nhiễm độc ciguatera.

## Thương mại
A. virescens được đánh giá là một loại cá thực phẩm chất lượng. Loài này chủ yếu được bán tươi sống, nhưng cũng được bán ở dạng khô cá và ướp muối.
A. virescens là loài được nhắm mục tiêu ở các rạn san hô Nam Phi. Loài này nằm trong số bốn loài cá hồng có giá trị thương mại cao nhất ở Hawaii, và cũng là loài cá tầng đáy thường xuất hiện trong nghề đánh bắt xa bờ ở đó. Đây cũng là một trong hai loài chiếm ưu thế trong sản lượng đánh bắt ở Palau.